# Lithostege usgentaria
Lithostege usgentaria är en fjärilsart som beskrevs av Hugo Theodor Christoph 1885. Lithostege usgentaria ingår i släktet Lithostege och familjen mätare. Inga underarter finns listade i Catalogue of Life.